# Friedrich Christian Delius
Friedrich Christian Delius, född 13 februari 1943 i Rom, död 30 maj 2022 i Berlin, var en tysk författare.

## Biografi
Friedrich Christian Delius föddes i Rom där hans far var präst i den tyska evangeliska kyrkan. Han växte upp i Wehrda i Hessen där fadern verkade som präst, tog studenten 1963 och studerade sedan tyska och litteraturvetenskap i Berlin på Freie Universität och Technische Universität Berlin. Han bytte från Freie Universität till Technische Universität 1965 och blev doktorand till Walter Höllerer samt disputerade i filosofi 1971. Under samma tid skrev han sin första bok, Kerbholz. Mellan 1966 och 1967 studerade han i London. Åren 1970–1973 var han sedan vid Verlag Klaus Wagenbach och Rotbuch Verlag.
Under 1960-talet skrev han samhällskritiska dikter och blev känd för sina dokumentärt ironiska reportage, varav Unsere Siemenswelt (1972) som byggde på autentiskt material ledde till åtal. En förlikning mellan Delius och Siemens följde 1976. År 1979 inleddes en rättslig process av Helmut Horten mot Delius men 1982 lades processen ned.
Delius var medlem av Gruppe 47.